# Promachus (geslacht)
Promachus is een vliegengeslacht uit de familie van de roofvliegen (Asilidae).

## Soorten
- P. abdominalis Ricardo, 1920
- P. aberrans Paramonov, 1931
- P. absterrens Oldroyd, 1960
- P. acuminatus (Hobby, 1936)
- P. adamsii Ricardo, 1920
- P. addens (Walker, 1861)
- P. aedithus (Walker, 1849)
- P. aegyptiacus Efflatoun, 1929
- P. aequalis Loew, 1858
- P. albicinctus Ricardo, 1900
- P. albifacies Williston, 1885
- P. aldrichii Hine, 1911
- P. amastrus (Walker, 1849)
- P. amorges (Walker, 1849)
- P. anceps Osten-Sacken, 1887
- P. anicius (Walker, 1849)
- P. apicalis (Macquart, 1838)
- P. apivorus (Walker, 1860)
- P. argentipennis Efflatoun, 1929
- P. argentipes Meijere, 1913
- P. argyropus Bezzi, 1906
- P. ater Coquillett, 1899
- P. atrox Bromley, 1940
- P. aurulans Lindner, 1955
- P. barbatus (Doleschall, 1857)
- P. bastardii (Macquart, 1838)
- P. beesoni Ricardo, 1921
- P. bellardii Martin, 1965
- P. bifasciatus (Macquart, 1838)
- P. binghamensis Ricardo, 1921
- P. binucleatus Bezzi, 1908
- P. bomensis Curran, 1927
- P. bottegoi Corti, 1895
- P. brevipennis Ricardo, 1920
- P. breviventris Ricardo, 1920
- P. caffer (Macquart, 1846)
- P. calanus (Walker, 1851)
- P. calcaratus (Hobby, 1936)
- P. calorificus Walker, 1860
- P. canus (Wiedemann, 1818)
- P. captans (Walker, 1851)
- P. carpenteri (Hobby, 1936)
- P. ceylanicus (Macquart, 1838)
- P. cinctus Bellardi, 1861
- P. cinereus Ricardo, 1925
- P. clausus (Macquart, 1846)
- P. clavigerus Bromley, 1931
- P. complens (Walker, 1861)
- P. conradti (Hobby, 1936)
- P. consanguineus (Macquart, 1838)
- P. contractus (Walker, 1851)
- P. contradicens (Walker, 1858)
- P. cornutus (Hobby, 1936)
- P. cothurnatus (Bigot, 1859)
- P. crassifemoratus (Hobby, 1936)
- P. cristatus Oldroyd, 1960
- P. cypricus (Rondani, 1856)
- P. chalcops Speiser, 1910
- P. chinensis Ricardo, 1920
- P. desmopygus Meijere, 1914
- P. dimidiatus Curran, 1927
- P. djanetianus Séguy, 1938
- P. doddi Ricardo, 1913
- P. duvaucelii (Macquart, 1838)
- P. entebbensis (Hobby, 1936)
- P. enucleatus Karsch, 1888
- P. erythrosceles (Hobby, 1936)
- P. fasciatus (Fabricius, 1775)
- P. felinus Wulp, 1872
- P. fitchii Osten-Sacken, 1878
- P. flavopilosus Ricardo, 1920
- P. floccosus Kirby, 1884
- P. forcipatus Schiner, 1868
- P. forfex Osten-Sacken, 1887
- P. formosanus Matsumura, 1916
- P. fraterculus (Walker, 1855)
- P. fulvipes (Macquart, 1838)
- P. fulviventris (Becker, 1925)
- P. fuscifemoratus Joseph & Parui, 1981
- P. fuscipennis (Macquart, 1846)
- P. fusiformis (Walker, 1856)
- P. genitalis Joseph & Parui, 1987
- P. ghumtiensis Bromley, 1935
- P. giganteus Hine, 1911
- P. gomerae Frey, 1937
- P. grandis (Macquart, 1838)
- P. griseiventris Becker in Becker & Stein, 1913
- P. grossypiatus Speiser, 1910
- P. guineensis (Wiedemann, 1824)
- P. hastatus (Hobby, 1936)
- P. heteropterus (Macquart, 1838)
- P. hinei Bromley, 1931
- P. hirsutus Ricardo, 1925
- P. horishanus Matsumura, 1916
- P. hypocaustus Oldroyd, 1972
- P. hypoleucochaeta (Bezzi, 1908)
- P. indicus Joseph & Parui, 1986
- P. indigenus (Becker, 1925)
- P. inornatus Wulp, 1872
- P. jabalpurensis Joseph & Parui, 1981
- P. knutsoni Joseph & Parui, 1987
- P. laciniosus Becker, 1907
- P. latitarsatus (Macquart in Webb & Berthelot, 1839)
- P. lehri Joseph & Parui, 1987
- P. lemur Bromley, 1931
- P. leoninus Loew, 1848
- P. leucopareus Wulp, 1872
- P. leucopygus (Walker, 1857)
- P. leucotrichodes Bigot, 1892
- P. lineosus (Walker, 1857)
- P. maculatus (Fabricius, 1775)
- P. maculosus (Macquart, 1834)
- P. madagascarensis Bromley, 1942

- P. magnus Bellardi, 1861
- P. manilliensis (Macquart, 1838)
- P. marcii (Macquart, 1838)
- P. mediospinosus Speiser, 1913
- P. melampygus Wulp, 1872
- P. mesacanthus (Hobby, 1936)
- P. mesorrhachis (Hobby, 1936)
- P. metoxus Oldroyd, 1939
- P. microlabis Loew, 1857
- P. minusculus Hine, 1911
- P. mixtus (Hobby, 1936)
- P. mustela Loew, 1854
- P. neavei (Hobby, 1936)
- P. neligens Adams, 1905
- P. nicobarensis Schiner, 1868
- P. nigrialbus Martin in Martin & Papavero, 1970
- P. nigribarbatus (Becker, 1925)
- P. nigripennis Hobby, 1933
- P. nigripes Hine, 1911
- P. nigropilosus Schaeffer, 1916
- P. niveicinctus (Hobby, 1936)
- P. nobilis Osten-Sacken, 1887
- P. noninterponens Ricardo, 1920
- P. noscibilis Austen, 1915
- P. nussus Oldroyd, 1972
- P. obscuripes Ricardo, 1920
- P. obscurus Joseph & Parui, 1987
- P. oklahomensis Pritchard, 1935
- P. opacus Becker, 1925
- P. orientalis (Macquart, 1838)
- P. painteri Bromley, 1934
- P. palmensis Frey, 1937
- P. pallidus Ricardo, 1921
- P. parvus Bromley, 1931
- P. paucinervis Zhang & Sun & Zhang, 1994
- P. perpusilla (Walker, 1851)
- P. philipinus Ricardo, 1920
- P. pictus (Meigen, 1820)
- P. plutonicus (Walker, 1861)
- P. poetinus (Walker, 1849)
- P. pontifax Karsch, 1888
- P. princeps Williston, 1885
- P. productus (Walker, 1851)
- P. promiscuus (Hobby, 1936)
- P. pseudocontractus Joseph & Parui, 1993
- P. pseudomaculatus Ricardo, 1920
- P. quadratus (Wiedemann, 1821)
- P. ramakrishnai Bromley, 1939
- P. rapax Gerstaecker, 1871
- P. rectangularis Loew, 1854
- P. rex Karsch, 1888
- P. rhopalocera (Karsch, 1888)
- P. robertii (Macquart, 1838)
- P. rondanii Oldroyd, 1975
- P. rubripes (Macquart, 1834)
- P. ruepelli Loew, 1854
- P. rufescens Ricardo, 1920
- P. rufibarbis (Macquart, 1848)
- P. rufihumeralis Hobby, 1933
- P. rufimystaceus (Macquart, 1849)
- P. rufipes (Fabricius, 1775)
- P. rufoangulatus (Macquart, 1838)
- P. rufotibialis (Hobby, 1936)
- P. sackeni Hine, 1911
- P. scalaris Loew, 1858
- P. scotti (Oldroyd, 1940)
- P. senegalensis (Macquart, 1838)
- P. simpsoni Ricardo, 1920
- P. sinaiticus Efflatoun, 1934
- P. smithi Parui & Joseph, 1994
- P. snowi (Hobby, 1940)
- P. sokotrae Ricardo, 1903
- P. speiseri (Hobby, 1936)
- P. spissibarbis (Macquart, 1846)
- P. subtilis Bromley, 1935
- P. superfluus Oldroyd, 1972
- P. tasmanensis (Macquart, 1847)
- P. testaceipes (Macquart, 1855)
- P. tewfiki Efflatoun, 1929
- P. texanus Bromley, 1934
- P. transactus (Walker, 1864)
- P. transvaalensis Hobby, 1933
- P. trichozonus Loew, 1858
- P. triflagellatus Frey, 1923
- P. tristis Bigot, 1892
- P. triumphans Bezzi, 1928
- P. truquii Bellardi, 1861
- P. turinus (Walker, 1849)
- P. ugandiensis Ricardo, 1920
- P. vagator (Wiedemann, 1828)
- P. varipes (Macquart, 1838)
- P. venatrix (Hobby, 1936)
- P. venustus Carrera & Andretta, 1950
- P. versicolor (Hobby, 1936)
- P. vertebratus (Say, 1823)
- P. vexator Becker, 1908
- P. viridiventris (Macquart, 1855)
- P. westermannii (Macquart, 1838)
- P. wollastoni (Hobby, 1936)
- P. xanthostoma Wulp, 1872
- P. xanthotrichus Bezzi, 1908
- P. yerburiensis Ricardo, 1920
- P. yesonicus Bigot, 1887
- P. zenkeri (Hobby, 1936)